# Lijst van voetbalinterlands Azerbeidzjan - Cyprus (vrouwen)
Deze lijst van voetbalinterlands is een overzicht van alle officiële voetbalinterlands tussen de nationale vrouwenteams van Azerbeidzjan en Cyprus. De landen hebben tot nu toe drie keer tegen elkaar gespeeld.

## Wedstrijden
| № | Plaats     | Datum             | Competitie                          | Wedstrijd             | Uitslag |
| - | ---------- | ----------------- | ----------------------------------- | --------------------- | ------- |
| 1 | Yeroskipou | 15 maart 2015     | Vriendschappelijk                   | Cyprus − Azerbeidzjan | 1 − 0   |
| 2 | Bakoe      | 22 september 2023 | UEFA Women's Nations League 2023/24 | Azerbeidzjan − Cyprus | 1 − 1   |
| 3 | Limasol    | 1 december 2023   | UEFA Women's Nations League 2023/24 | Cyprus − Azerbeidzjan | 0 − 1   |

## Samenvatting
| Competitie                  | Totaal gespeeld | Winst Azerbeidzjan | Gelijk | Winst Cyprus | Doelsaldo Azerbeidzjan – Cyprus |
| --------------------------- | --------------- | ------------------ | ------ | ------------ | ------------------------------- |
| UEFA Women's Nations League | 2               | 1                  | 1      | 0            | 2 − 1                           |
| Vriendschappelijk           | 1               | 0                  | 0      | 1            | 0 − 1                           |
| Totaal                      | 3               | 1                  | 1      | 1            | 2 − 2                           |